# St Just-in-Penwith

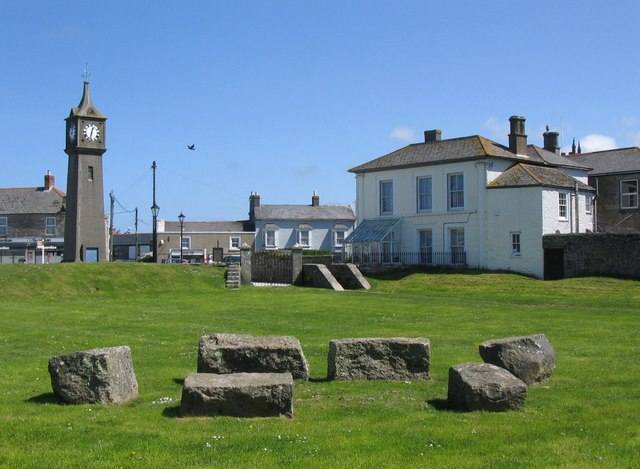
Panorama di St Just-in-Penwith, con, sullo sfondo,il Memoriale di Guerra

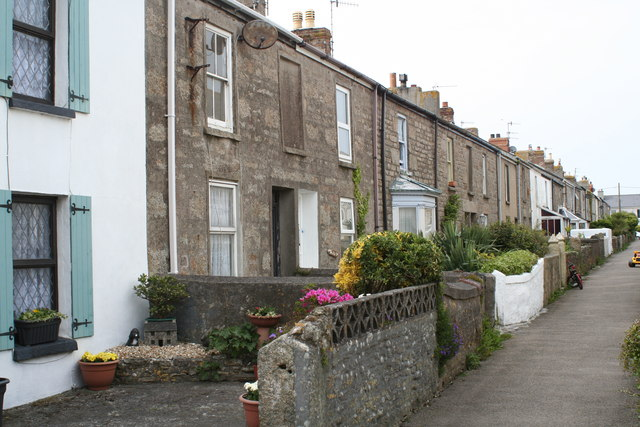
Una via di St Just

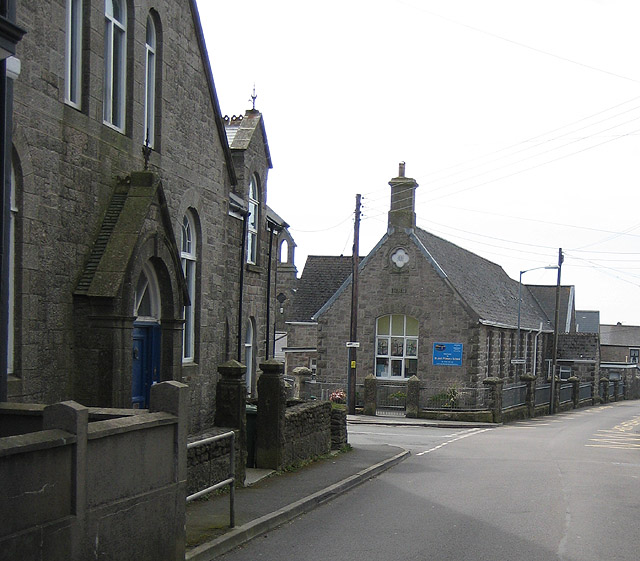
La St Just Primary School

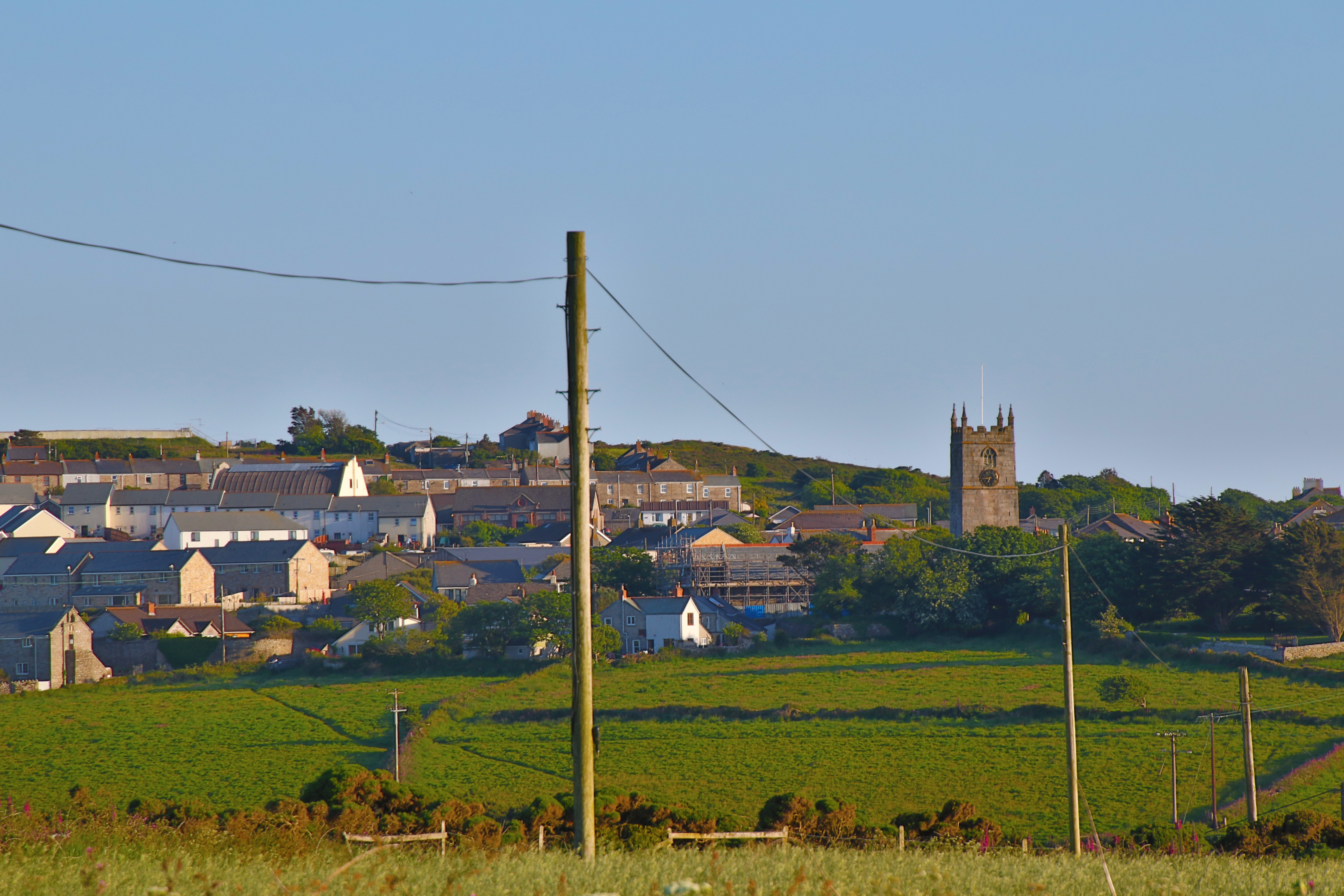
St Just Cornwall

St Just-in-Penwith o semplicemente St Just (in lingua cornica: Lannyust; 4.700 ab. ca.) è una cittadina e parrocchia civile della costa occidentale della Cornovaglia (Inghilterra sud-occidentale), facente parte del distretto di Penwith. È la città più occidentale della Gran Bretagna.
Un tempo la città era il principale centro minerario della zona per l'estrazione dello stagno.

## Etimologia
Il toponimo St Just deriva forse da quello di un santo di nome Giusto, forse San Giusto di Canterbury, che era stato inviato nel 596 da Papa Gregorio I per convertire i Sassoni.

## Geografia fisica

### Collocazione
La cittadina si trova nelle vicinanze della costa atlantica, poco ad est di Capo Cornwall ed è situata a circa 8 miglia ad ovest di Penzance. È la città più vicina al promontorio di Land's End.
La parrocchia civile si estende lungo la costa per sette-otto miglia e confina con le parrocchie civili di St Buryan, Sancreed, Morvah e Sennen.

### Suddivisione amministrativa
- St Just
- Kelynack
- Pendeen
- Trewellard

## Monumenti e luoghi d'interesse

### Chiesa parrocchiale
Tra gli edifici principali di St Just, vi è la chiesa parrocchiale, risalente al XIV secolo.
Al suo interno si trovano degli affreschi raffiguranti San Giorgio e il drago.
|  |

### Memoriale di guerra
Altro monumento celebre di St Just è il memoriale di guerra, situato in Bank Square e dalla forma che ricorda quella di una torre d'orologio.
|  |

## Feste ed eventi
- Lafrowda Day o Lafrowda Festival[5]

## Amministrazione

### Gemellaggi
- Huelgoat, Francia[6]

## Galleria d'immagini

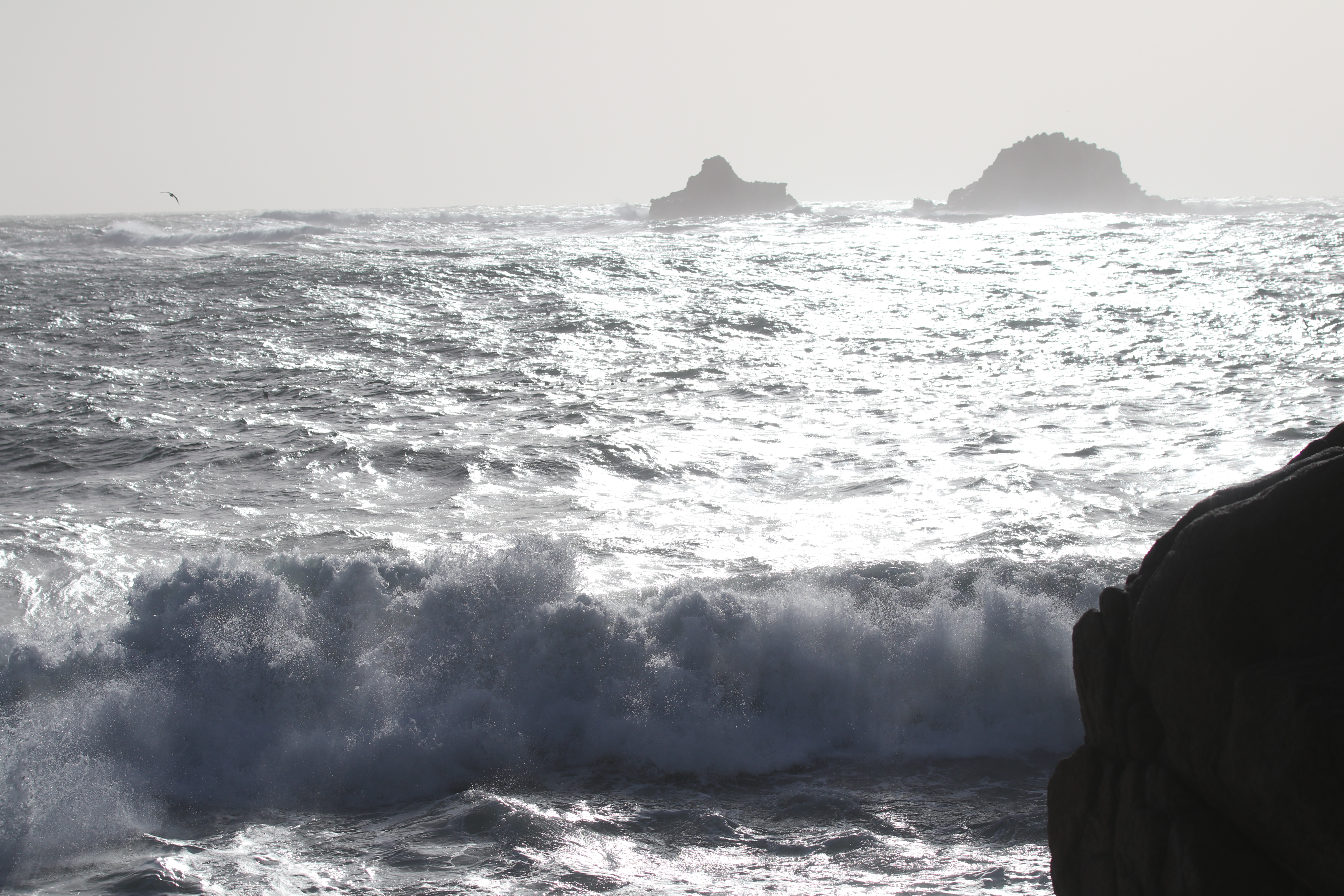
The Brisons in storm St Just Cornwall
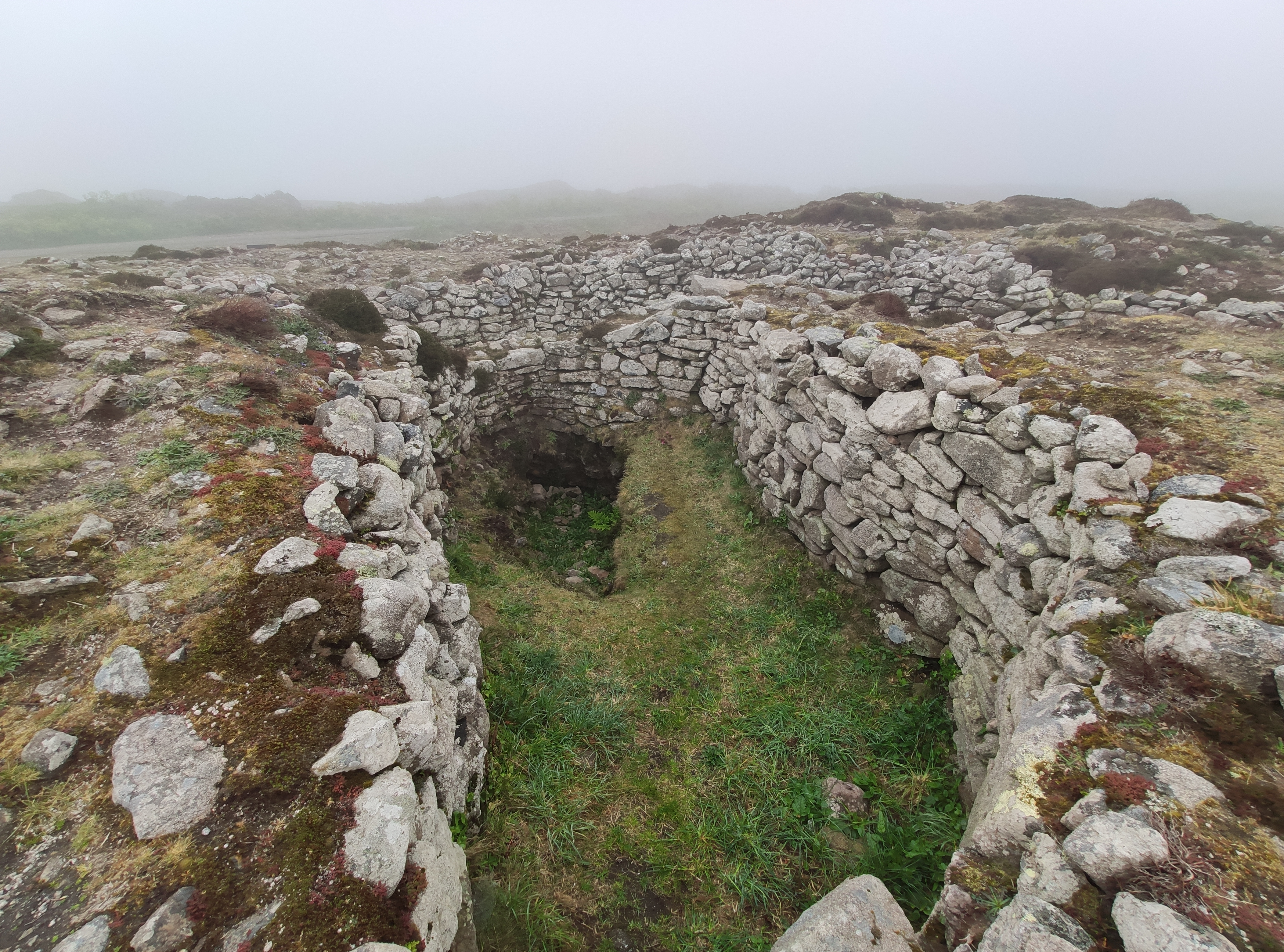
Bollowal Barrow St Just Cornwall
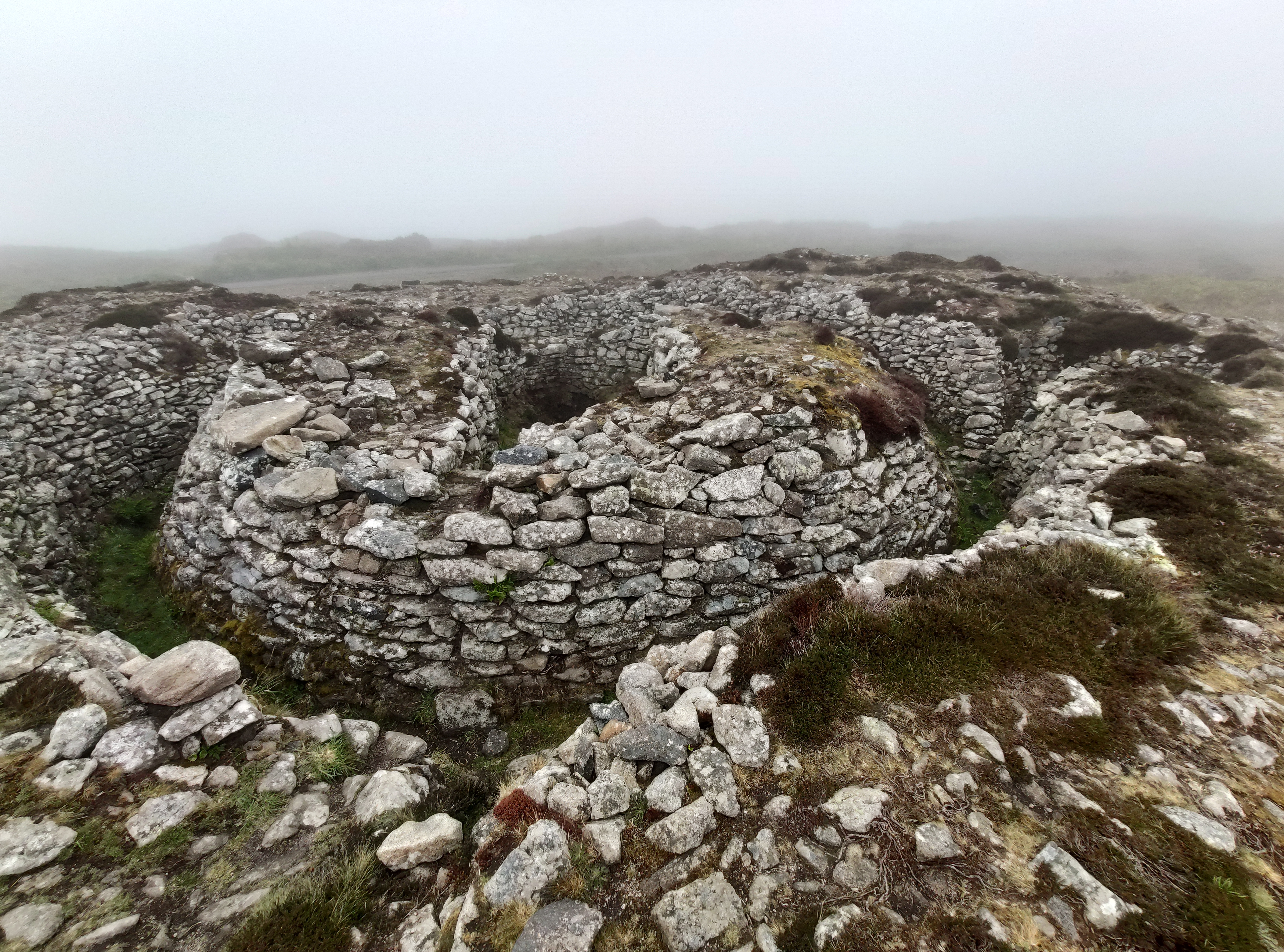
Bella formazione Bollowal Barrow St Just Cornwall
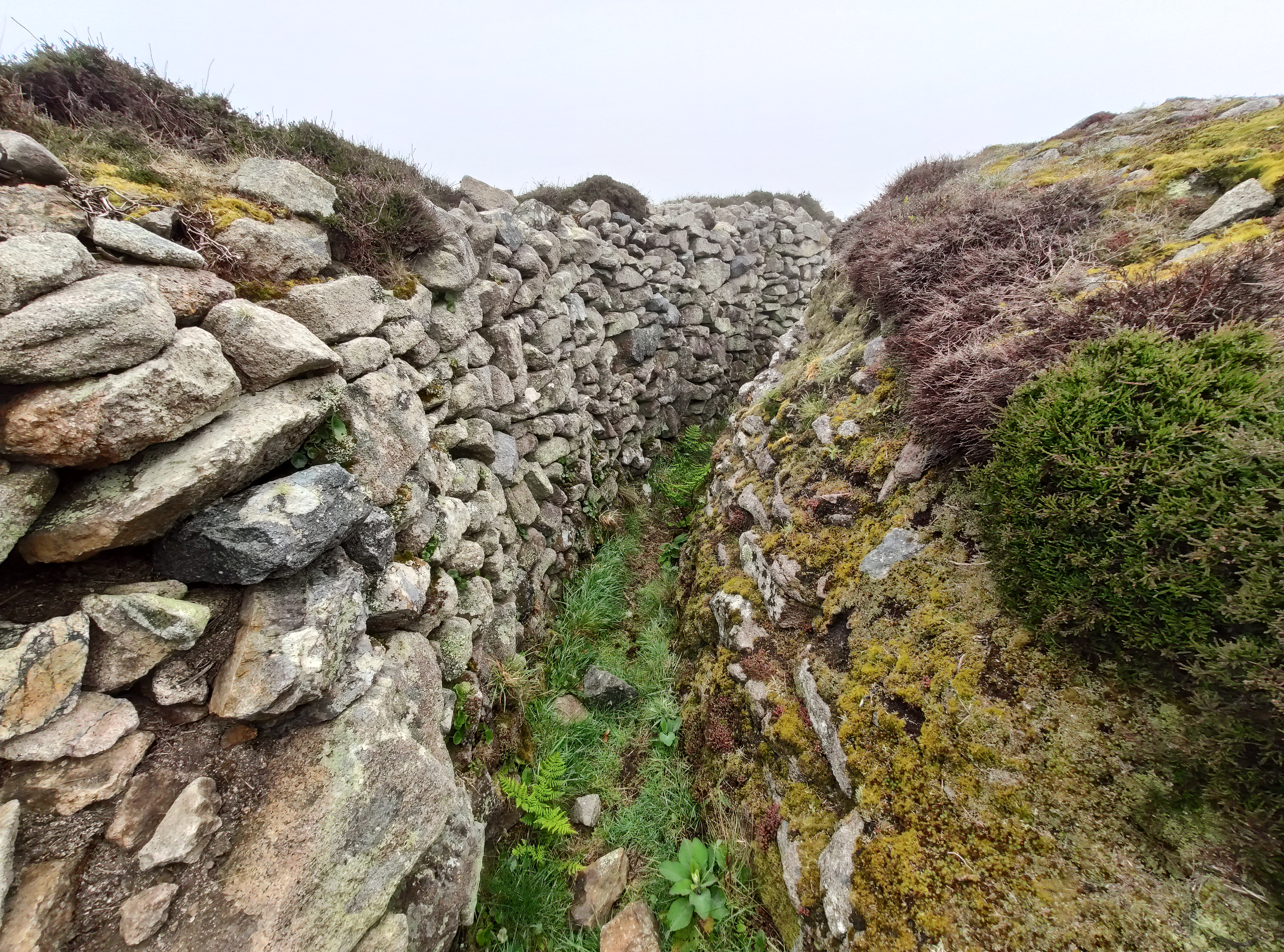
Rocks Bollowal Barrow St Just Cornwall